# Helen Dunsmore
Pour les articles homonymes, voir Dunsmore.
Helen Simpson Dunsmore, née le 15 novembre 1926 à Greenock, en Écosse, et morte le 6 janvier 2019 dans la même ville, est une chimiste et universitaire britannique. Elle enseigne à l'université de Glasgow de 1959 à 1986 et est présidente de la Fédération internationale des femmes diplômées des universités (IFUW) de 1983 à 1986.

## Biographie
Helen Dunsmore naît en 1926 à Greenock, dans l'ouest de l'Écosse, où elle fait ses études secondaires. Elle réussit le concours des bourses de l'université de Glasgow et s'inscrit en chimie, en 1944. Elle sollicite également une bourse auprès de la British Federation of University Women, qui lui répond que les bourses sont réservées aux étudiantes en fin d'études, mais lui suggère d'adhérer à la section de Glasgow. Elle soutient en 1953 sa thèse de doctorat intitulée Studies on Dissociation Constants, sous la direction de John Monteath Robertson, avec une allocation du Département de la Recherche scientifique et industrielle (DSIR), puis obtient un fellowship du Conseil national de recherches canadien à Ottawa où elle passe trois ans et participe aux activités de la branche d'Ottawa de la Fédération canadienne des femmes diplômées des universités. Elle reste en lien avec l'association de femmes universitaires britannique et fait la guide pour un séjour en Écosse de participantes du congrès de l'IFUW à Londres en 1953. Elle rentre en Écosse en février 1956 et s'inscrit au Jordanhill Training College. Elle est invitée à mener une recherche à l'université de technologie de Stockholm, où elle passe trois ans. Elle rentre en Écosse en septembre 1959, et sollicite un poste d'enseignement à l'université de Glasgow. Elle est nommée conférencière en chimie et sous-directrice de la résidence universitaire des femmes, fonction à laquelle s'ajoute ultérieurement celle de gouverneur des résidences universitaires masculines, jusqu'en 1976. Elle est également nommée maîtresse de conférences de chimie à l'université jusqu'à sa retraite en 1986, membre du comité de l'université, élue au sénat puis au conseil de l'université (University Court). Elle est présidente de l'association des enseignants-chercheurs de Glasgow.

## Activités institutionnelles
Elle participe à partir de 1956 aux congrès de la Fédération internationale des femmes diplômées des universités (IFUW) et devient membre du comité international de l'association. Elle est élue vice-présidente en 1977 et voit son mandat renouvelé en 1980. Elle est présidente de l'IUFW de 1983 à 1986, et présidente de l'University Women of Europe (UWE) de 1988 à 1994. Elle est présidente de la Glasgow Association of University Women (1981-1983), puis fonde en 1988 l'Inverclyde Association of Women Graduates. Elle est membre du conseil presbytéral de l'église presbytérienne Old West Kirk de Greenock à partir de 1993.
Elle meurt le 6 janvier 2019 à l'hôpital de Greenock. Le service funèbre se déroule le 18 janvier à la Lyle Kirk.

## Distinctions
- Docteure honoris causa de l'université Queen's de Belfast (1986)[6]
- Docteure honoris causa de l'université de l'Écosse de l'Ouest (1997)[7].

## Décoration
- Officier de l'ordre de l'Empire britannique (1997)[1]